# Hylaeus spilotus
Hylaeus spilotus là một loài ong trong họ Colletidae. Loài này được Förster miêu tả khoa học đầu tiên năm 1871.